# Paolo Brizio
Paolo Brizio (Bra, 17 aprile 1597 – Alba, 2 novembre 1665) è stato un vescovo cattolico e storico italiano.

## Biografia
Era figlio di Gabriele, un medico di nobile famiglia, e da Margherita Bettini, originaria di Cherasco. Fu battezzato con il nome di Fabrizio. Paolo, che come altri fratelli era stato avviato alla carriera ecclesiastica nei frati minori osservanti, compì i suoi studi al collegio di Gaeta e poi nel monastero di Santa Maria Nuova a Napoli, ottenendo nel 1624 il titolo di predicatore e di lettore di teologia. Tornato in Piemonte, nel giugno 1625 divenne lettore generale di teologia nel convento francescano di San Tommaso a Torino, che era divenuto un importante centro di studi filosofici e teologici dopo l'istituzione della nuova provincia minoritica del Piemonte (1622). Dopo qualche mese fu scelto come padre guardiano nel convento di Cuneo, che ingrandì, da cui nel 1629 fu trasferito al convento di Bra. Nel 1631 tornò a Torino come guardiano del convento di San Tommaso e custode della provincia; nel 1632 succedette al fratello Giovanni Antonio (padre Angelo Gabriele), all'incarico di ministro provinciale degli osservanti e dei riformati. Si occupò di lavori all'edificio del convento e riuscì a difenderne la proprietà contro le mire dei teatini, anche grazie all'appoggio del duca Vittorio Amedeo I, di cui fu consigliere.
Nel capitolo di Toledo del 1634 suo ordine fu eletto definitore generale del suo ordine, per il quale espletò altri importanti incarichi: fu commissario visitatore della provincia veneziana di Sant'Antiochia, presidente della congregazione di Brescia per l'elezione dei ministri provinciali, e poi fu impegnato nel 1635 in una legazione a Madrid presso la corte spagnola e a Barcellona presso Ferdinando d'Asburgo. A Torino seppe guadagnarsi il favore di Cristina di Borbone-Francia, madama reale, che ne fece il suo confessore dal 1638, e, l'anno dopo lo nominò commissario generale di Terrasanta.
Grazie all'appoggio della Corte sabauda papa Urbano VIII lo nominò vescovo di Alba il 15 dicembre 1642. Fu consacrato il 28 dicembre 1642 dal cardinale Girolamo Verospi, co-consacranti i teatini Francesco Maria Spinola, vescovo di Savona, e Lorenzo Gavotti, vescovo di Ventimiglia.
Durante il suo episcopato diede prova di un fervore pastorale che si tradusse secondo i dettami del Concilio di Trento in numerose visite pastorali e in quattro sinodi diocesani, che si svolsero nel maggio del 1645, nel maggio del 1649, nel giugno del 1652 e nel febbraio del 1658, i cui decreti fece dare alle stampe.. Difese strenuamente i diritti e i privilegi della Chiesa e favorì il suo ordine, per cui ottenne il convento di Mellea presso Farigliano. Rinnovò il palazzo vescovile di Alba e ne restaurò la cattedrale. Nel 1658 scrisse il primo regolamento del seminario.
Il 19 agosto 1644 fu insignito dell'Ordine dei Santi Maurizio e Lazzaro. Il fratello Alessandro fu governatore di Alba negli stessi anni del suo episcopato.

## Storico
Fu autore di molteplici opere storiche che avevano come oggetto il Piemonte e soprattutto la sua storia sacra. Sostanzialmente, queste opere mancano di una verifica o di una critica delle fonti e accolgono spesso leggende, pur essendo un repertorio di numerose notizie, sovente però esposte senza un ordine rigoroso.

### Opere
- Seraphica subalpinae Divi Thomae provinciae monumenta, regis Subalpinorum Principis Sacra, Taurini, 1642;
- De progressibus Ecclesiae Occidentalis in XVI saeculis, Carmagnola, 1648;
- Progressi della Chiesa Occidentale in sedici secoli distinti nello stesso anno, Carmagnola, 1650; 2ª edizione Torino, 1652 (ampliamento e traduzione dell'opera precedente, tuttavia l'opera si arresta all'VIII secolo);
- Albae Pompeiae succincta descriptio, Torino, eredi di Carlo Gianelli, 1661;
- De situ, origine, incrementia ac statu Cunensis urbis, Cuneo, 1661

Oltre a questo opere scrisse alcuni trattati rimasti in manoscritto: Notizie del Monferrato, s.d.; Sabaudia rediviva, seu vita Caroli Emmanuelis I, Sabaudiae Ducis, 1661.

## Genealogia episcopale
La genealogia episcopale è:
- Cardinale Guillaume d'Estouteville, O.S.B.Clun.
- Papa Sisto IV
- Papa Giulio II
- Cardinale Raffaele Sansone Riario
- Papa Leone X
- Papa Paolo III
- Cardinale Francesco Pisani
- Cardinale Alfonso Gesualdo di Conza
- Papa Clemente VIII
- Cardinale Pietro Aldobrandini
- Cardinale Laudivio Zacchia
- Cardinale Antonio Barberini, O.F.M.Cap.
- Cardinale Girolamo Verospi
- Vescovo Paolo Brizio, O.F.M.Obs.